# Антисоветизм

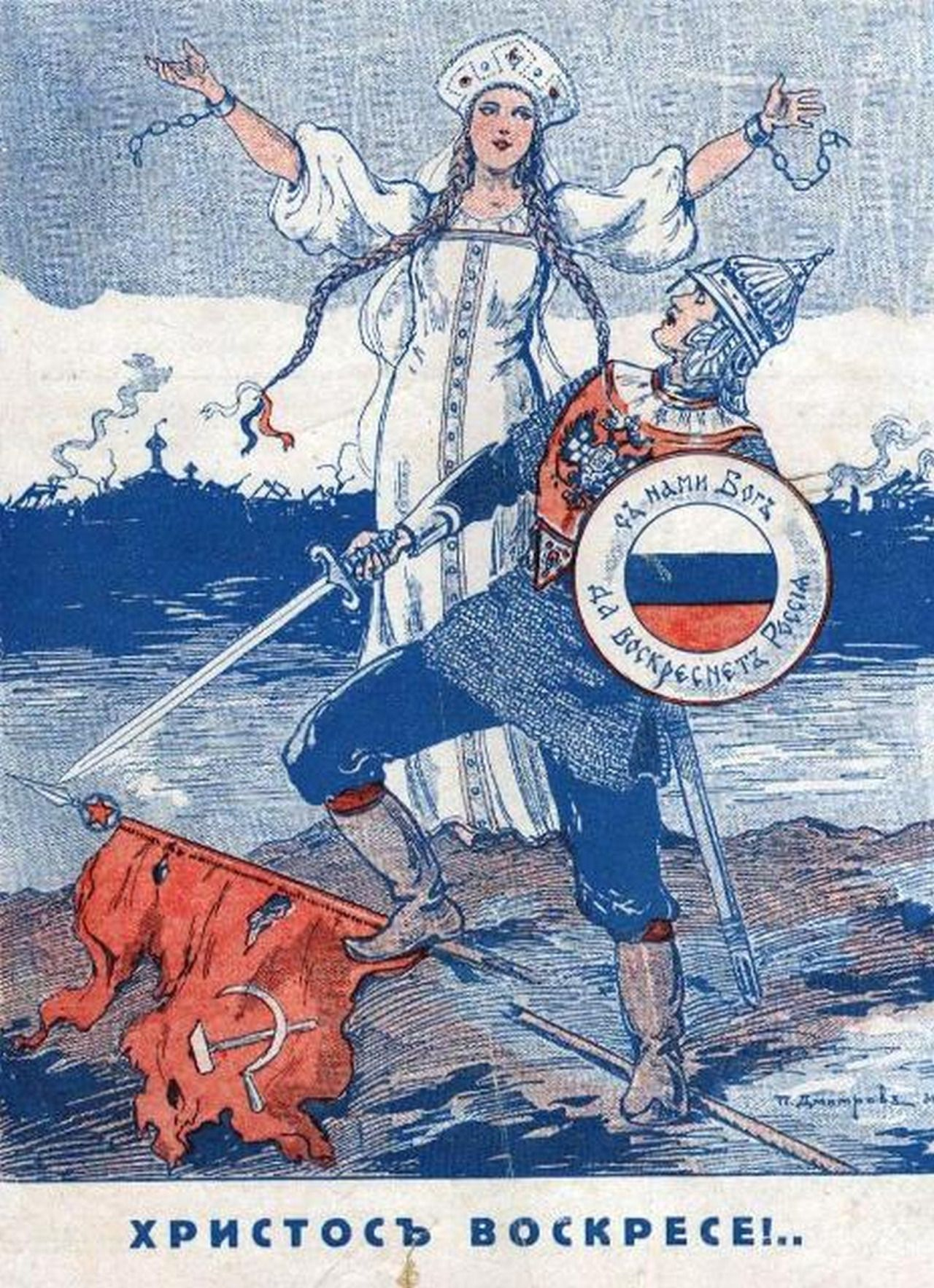
Христос Воскресе! Обложка белоэмигрантского журнала «Часовой» 1932 года

Антисовети́зм — система взглядов, направленных против советской власти, советского образа жизни или Советского Союза (во всех значениях), получившая развитие начиная с 1920-х годов.
Согласно словарному определению времён СССР, антисоветизм это «политика и пропагандистская деятельность империалистических стран, направленные против марксизма-ленинизма, деятельности Советского государства».
Антисоветская агитация и пропаганда в СССР преследовалась советскими властями в порядке уголовных наказаний. Близкий термин антикоммунизм применялся в основном к внешним идеологическим противникам. В настоящее время антисоветизм, как и антикоммунизм, являются составной частью национальной идеологии многих государств — бывших республик СССР.

## Возникновение термина
После падения монархии в 1917 году в России при активном участии партии социалистов-революционеров начали возникать Советы рабочих и солдатских депутатов. По мере численного роста и влияния РСДРП(б) в Советах рос процент большевиков (за счёт вытеснения эсеров), и после запрета партии социалистов-революционеров советы (уже «народных депутатов») стали (по мысли Ленина) инструментом для управлявшей страной РСДРП(б) (позднее — ВКП(б) и КПСС). Белое движение, олицетворявшее прежде находившиеся у власти классы, своей целью ставило прежде всего свержение режима советов, кто бы там ни был, таким образом и возникло понятие «антисоветизм», «антисоветчина».
Понятие «антикоммунизм», ввиду отсутствия ещё компартии, вошло в оборот позже, и не было столь популярным у властей — по той причине, что «антисоветчик» означал противника власти советов, а «антикоммунист» по определению противник лишь господствующей в СССР идеологии. Антикоммунизм, как идея, является зато важной составляющей других идеологий: консерватизма, либерализма, национализма, фашизма. Ввиду длительного союза партий большевиков и левых эсеров, антикоммунизм не был тождественен антисоветизму. В частности, восставшие матросы Кронштадта выдвинули лозунг «Вся власть — Советам!», «Советы без коммунистов!» — то есть их выступление было антибольшевистским (против коммунистов), но не антисоветским.

## Основные ситуации употребления
- Антисоветизм во внешней политике — последовательное противостояние Советскому Союзу на международной арене (см., например, Фултонская речь Уинстона Черчилля, Холодная война, Антибольшевистский блок народов)
- Антисоветизм как вооружённая борьба против Советской власти (см. Белое движение, Горянское движение, Лесные братья, Русская освободительная армия, Украинская повстанческая армия, Чёрная армия (Молдавия))
- Антисоветизм как оппозиция (подлинная или мнимая) Советской власти или отдельным проявлениям советского режима (см. диссидент); в СССР этим словом нередко обозначалось любое несогласие с действиями КПСС и правительства СССР.

Антисоветизм как идеологическое клише был в ходу постольку, поскольку позволял обвинить оппонента в ненависти не только к коммунистической идеологии, но и к стране, то есть приравнять антикоммунизм к антипатриотичности (если речь шла о внутреннем оппоненте) или русофобии (если о внешнем).

### Антисоветские высказывания известных деятелей
- Уинстон Черчилль, британский политический деятель:

Россия низведена большевиками до животного состояния, до варварства. Большевики поддерживают себя кровавыми убийствами… Цивилизация полностью уничтожена на гигантских территориях, а большевики ведут себя подобно кровожадным бабуинам среди руин городов и трупов своих жертв.
- Из «Речи зла» Рональда Рейгана:

В качестве добрых марксистов-ленинцев, советские лидеры открыто и публично провозгласили, что они признают моральным только то, что способствует мировой революции. Я должен отметить, я лишь цитирую Ленина, их путеводную звезду, который сказал в 1920 году, что они отвергают всё, исходящее из морали, основанной на идее сверхъестественного — называя этим религию или идеи, которые находятся вне классовой концепции. Мораль полностью подчинена интересам классовой борьбы. И морально все, что необходимо для уничтожения старого, отжившего общественного порядка и сплочения пролетариата (…) я думаю, что отказ многих влиятельных людей принять этот элементарный факт советской доктрины свидетельствует об историческом нежелании видеть тоталитарную власть, какова она есть. (…) Давайте вознесем наши молитвы во спасение всех тех, кто живёт в этих тоталитарных потемках, помолимся, чтобы они открыли радость знакомства с Богом. Но до тех пор, пока они не сделают это, давайте будем уверены, что они проповедуют превосходство государства, объявляющего о своем превосходстве над личностью и предсказывающего в конечном счёте своё превосходство над всеми народами в мире, они являются средоточием зла в современном мире.
- Архиепископ Аверкий (Таушев):

Разве мы не знаем, сколько зла причинила богоборческая советская власть Русской Земле, сколько невинной крови она пролила, скольких русских людей сделала несчастнейшими из смертных, сколько великих исторических святынь русского народа разрушила и осквернила, как надругалась она над душой православного русского человека, сколько всякой мерзости, низости, гнусности и самого разнузданного хамства внесла в русскую народную жизнь, искусственно вызывая и взвинчивая в душах всевозможные порочные и преступные инстинкты, возбуждая зверя в человеке, в том самом русском человеке, который так славился прежде своим смирением, кротостью, милосердием и самыми добрыми истинно-христианскими качествами души?
- Мученик Иоанн (И. А. Емельянов), монах; расстрелян в 1937 году:

Я считаю, что советская власть — есть власть антихриста и послана народу в наказание.
- Лев Аннинский, филолог, литературный критик:

Можно назвать это <промежуток 1914-1917-1991 гг.> веком Советской власти, веком воображаемого коммунизма, веком реализованного социализма, окаянного тоталитаризма, империализма, идеологизма. Или веком сопротивления всему этому. Это для меня и есть XX век.
- Из заявления парламента Эстонии:

В то время как преступления нацистского режима Германии были осуждены на международном уровне, такие же преступления Советского Союза оценки не получили.

## Примеры использования термина

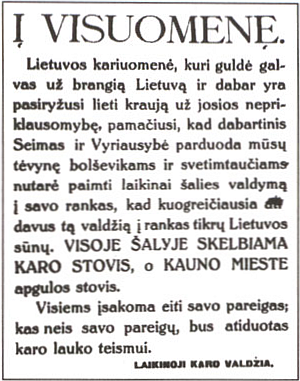
Листовка, которая распространилась в Литве после военного переворота в Литве в 1926 году. Причиной переворота названо то, что Сейм Литвы продает свою страну большевикам и чужеземцам

- Материалы процесса «антисоветского право-троцкистского блока» (1938): Обвиняемый Плетнёв, которого считали исполнителем убийства А. М. Горького и В. В. Куйбышева, показал: «…Должен признать, что в моём согласии на эти преступления сыграли свою роль и мои антисоветские настроения. Эти свои антисоветские настроения я до ареста всячески скрывал, двурушничая и заявляя о том, что я советский человек».
- Речь Густава Гусака, 1970 год: Буржуазно-националистическая пропаганда в настоящее время отличается сильно выраженной антисоветской направленностью, поэтому борьба против неё, против всех форм антисоветизма является составной частью классовой борьбы в сегодняшнем разделенном на классы мире, составной частью последовательно интернационалистической политики коммунистических партий.

## Уголовное преследование в СССР
Все годы существования СССР «антисоветская агитация и пропаганда» считалась уголовным правонарушением. Уже в Уголовном кодексе РСФСР 1922 года в разделе «контрреволюционные преступления» содержалось несколько статей, связанных с распространением нежелательной информации:
- ст. 69 — антисоветская агитация и пропаганда;
- ст. 70 — пропаганда и агитация для помощи международной буржуазии;
- ст. 72 — изготовление, сохранение и распространение литературы контрреволюционного содержания;
- ст. 73 — россказни и распространение с контрреволюционной целью неправдивых слухов или непроверенных данных, которые могут вызвать панику или недоверие к власти и дискредитацию её.

УК РСФСР в редакции 1926 года (статья 58-10):

Пропаганда или агитация, содержащие призыв к свержению, подрыву или ослаблению Советской власти или к совершению отдельных контрреволюционных преступлений, а равно распространение или изготовление или хранение литературы того же содержания влекут за собой — лишение свободы на срок не ниже шести месяцев.

Аналогичные статьи содержались в уголовных кодексах всех союзных республик. 

УК РСФСР 1960 года содержал две статьи, карающие за распространение информации:
- Статья 70: Антисоветская агитация и пропаганда

Агитация или пропаганда, проводимая в целях подрыва или ослабления Советской власти либо совершения отдельных особо опасных государственных преступлений, распространение в тех же целях клеветнических измышлений, порочащих советский государственный и общественный строй, а равно распространение либо изготовление или хранение в тех же целях литературы такого же содержания — наказывается лишением свободы на срок от шести месяцев до семи лет или ссылкой на срок от двух до пяти лет.

(Отменена Указом Президиума Верховного Совета РСФСР от 11 сентября 1989 года.)
- Ст. 1901 («190-прим»): Распространение заведомо ложных измышлений, порочащих советский государственный и общественный строй.

Систематическое распространение в устной форме заведомо ложных измышлений, порочащих советский государственный и общественный строй, а равно изготовление или распространение в письменной, печатной или иной форме произведений такого же содержания. Наказывается лишением свободы на срок до трёх лет, или исправительными работами на срок до одного года, или штрафом до ста рублей.

(Исключена Указом Президиума Верховного Совета РСФСР от 11 сентября 1989 года.)
В соответствующих формулировках уголовных кодексов советского периода и в пропагандистских материалах говорилось о борьбе против Советской власти, «советское государство» и «советская власть» понимались как тождественные понятия. Однако значительная часть противников режима, которые являлись гражданами СССР, были не против власти Советов как государственного строя, а выступали против монополии на власть правящей верхушки Коммунистической партии. Многие из них призывали к проведению демократических выборов в Советы и повышению их роли (см., например, статью о кронштадтском восстании).

## Точки зрения на антисоветизм

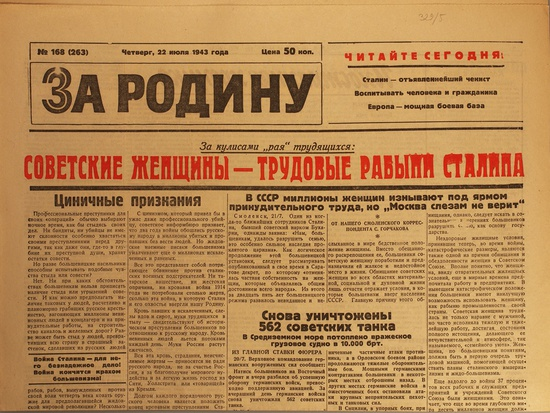
Оккупационная немецкая газета «За родину», редактировавшаяся белогвардейцем Анатолием Макриди, высказывала точки зрения на антисоветизм с позиции нацистской Германии.

Согласно опросу ВЦИОМ, проведённому в 2010 году, об отношении к слову «антисоветский», в ответах россиян несколько преобладали оценки с негативной коннотацией: 23 % испытывают осуждение, 13 % — разочарование, 11 % — гнев, 8 % — стыд, 6 % — страх, 5 % — скепсис.
Существует несколько точек зрения на антисоветизм. Так историк Э. Портер утверждает, что холодная война и антисоветизм вытекают из геополитических реалий и имеет истоки в «большой игре», продолжающейся и поныне.
Другая точка зрения гласит, что советский строй чрезвычайно тяжело разрушить извне (а если бы было иначе, это было бы признаком его неустойчивости и отсутствия у него внутренней опоры в лице трудящихся). Такую прочность этому строю при внешних угрозах придаёт патриотизм простых людей. Крах СССР, согласно этой точке зрения, произошёл на основе внутренних причин, выявивших несостоятельность советской политической и экономической модели; в такой ситуации идеологии антисоветизма и антикоммунизма оказались общественно востребованными и стали господствующими. Тоталитарную сущность советской системы сторонники этого представления признают её реальной характеристикой. Соответственно, ниспровержение такой системы становится необходимым для модернизации общества. Это даёт основания для положительной оценки антисоветизма, причём некоторые утверждают, что положительной оценки заслуживают такие проявления антисоветизма, как советский коллаборационизм во время Второй мировой войны (героизация образов генерала Власова и сотрудничавших с нацистами казаков). Подразумевается, что советский строй был самым худшим в истории, поэтому для борьбы с ним хороши любые средства, включая нацизм.
С точки зрения части позиционирующих себя как придерживающихся русского национализма, советская власть являлась силой, целиком чуждой исторической России, опасной для народа и угнетательской в той же степени, как и иностранные завоеватели; с этой точки зрения, борьба с советской властью являлась патриотическим долгом русских людей. Их противники, в частности, националисты левопатриотической ориентации считают, что Советская власть являлась российской в той же степени, как и любая другая власть, когда-либо существовавшая в России, а антисоветизм советских граждан и есть антипатриотизм, так как подразумевает борьбу против своего государства. Хотя, по мнению многих русских националистов-государственников, не существует никакого «левого патриотизма» вообще, патриотизм не может быть левым, и под флагом «левого патриотизма» и «мобилизационной экономики» протаскивается традиционная советская идеология. «Левые патриоты» трудно отличимы от коммунистов, что даёт основания оппонентам считать их таковыми. В частности, «левые патриоты» никогда не осуждают большевиков за борьбу против российского государства в 1917 году во время внешней войны, что даёт им идеологическую базу для борьбы против российского государства и в настоящее время.

## В культуре
С осуждением советской власти в своих произведениях выступили Максим Горький («Несвоевременные мысли», «Революция и культура»), Бунин («Окаянные дни»), атаман Краснов (в своём обширном литературно-историческом багаже отражавший любовь к России и неприятие её захватчиков), другие писатели-эмигранты.
Антисоветизм был представлен в махновских и колчаковских вариантах песни «Яблочко»; классическими антисоветскими произведениями литературы считается «Архипелаг ГУЛАГ» и «Один день Ивана Денисовича» писателя Александра Солженицына, «Доктор Живаго» прозаика Бориса Пастернака, песни известного исполнителя Игоря Талькова («КПСС», «Россия»,  «Бывший подъесаул», «Друзья-товарищи»,  и другие).